# 3-Methylbutanon
3-Methylbutanon (auch Methylisopropylketon genannt) ist eine organische chemische Verbindung aus der Gruppe der Ketone. Es ist ein Strukturisomer von 2-Pentanon und 3-Pentanon. 

## Vorkommen

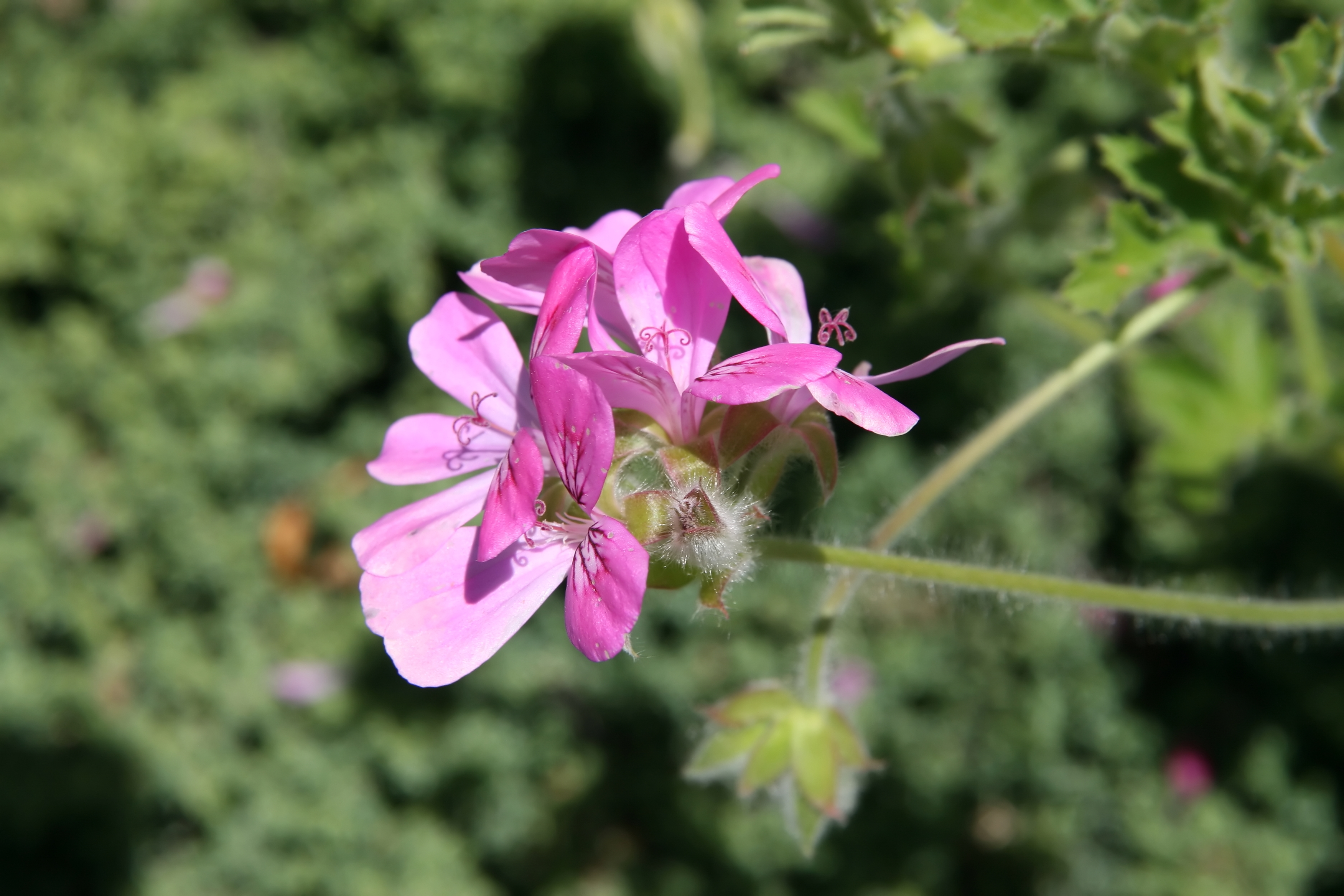
Pelargonien enthalten 3-Methylbutanon

Natürlich kommt 3-Methylbutan-2-on in Pelargonium graveolens vor.

## Gewinnung und Darstellung
Es ist darstellbar durch Oxidation von 3-Methyl-2-butanol oder durch die Kondensation von 2-Butanon mit Formaldehyd.

## Eigenschaften

### Physikalische Eigenschaften
3-Methylbutanon ist eine farblose Flüssigkeit, die unter Normaldruck bei 94,4 °C siedet. Die molare Verdampfungsenthalpie beträgt am Siedepunkt 32,35 kJ·mol−1. Die Dampfdruckfunktion ergibt sich nach Antoine entsprechend log10(P) = A−(B/(T+C)) (P in bar, T in K) mit A = 5,62559, B = 1806,925 und C = −40,618 im Temperaturbereich von 253,3 bis 362,1 K.

### Sicherheitstechnische Kenngrößen
3-Methylbutanon bildet leicht entzündliche Dampf-Luft-Gemische. Die Verbindung hat einen Flammpunkt bei −1 °C. Der Explosionsbereich liegt zwischen 1,4 Vol.‑% (50 g/m3) als untere Explosionsgrenze (UEG) und 8 Vol.‑% (290 g/m3) als obere Explosionsgrenze (OEG).  Die Zündtemperatur beträgt 475 °C. Der Stoff fällt somit in die Temperaturklasse T1.